# Sephena gatula
Sephena gatula är en insektsart som beskrevs av Medler 2000. Sephena gatula ingår i släktet Sephena och familjen Flatidae. Inga underarter finns listade i Catalogue of Life.